# Mollā Bāsak
Mollā Bāsak (persiska: مُلّا باستَك, Mollā Bāstak, ملّا باسک) är en ort i Iran.   Den ligger i provinsen Västazarbaijan, i den nordvästra delen av landet, 600 km väster om huvudstaden Teheran. Mollā Bāsak ligger 1 501 meter över havet och antalet invånare är 492.
Terrängen runt Mollā Bāsak är varierad.Runt Mollā Bāsak är det ganska tätbefolkat, med 129 invånare per kvadratkilometer. Närmaste större samhälle är Nergī, 10,8 km norr om Mollā Bāsak. Trakten runt Mollā Bāsak består i huvudsak av gräsmarker.